# Metapenaeus dobsoni
Metapenaeus dobsoni is een tienpotigensoort uit de familie van de Penaeidae. De wetenschappelijke naam van de soort is voor het eerst geldig gepubliceerd in 1878 door Miers.